# Chiesa siro-malankarese Mar Thoma
La Chiesa siro-malankarese Mar Thoma o Chiesa siriaca Mar Thoma del Malabar (ufficialmente la «Mar Thoma Suryani Sabha malankararese») nota anche come Chiesa Mar Thoma, è una Chiesa cristiana diffusa nello stato del Kerala (l'antico Malabar), nel sud ovest dell'India. Ha un'identità completamente diversa rispetto ad altre Chiese dell'India. La maggior parte delle chiese cristiane appartiene alla tradizione occidentale o a quella orientale, con un determinato rito liturgico. Le Chiese orientali sono a loro volta divise in due: gli orientali ortodossi e gli orientali dell'Est. La «Chiesa di Mar Thoma» è una Chiesa orientale dell'Est (aderisce alla tradizione di lingua siriaca), però appartiene anche alle Chiese riformate: tutto ciò che è necessario per la salvezza si trova nella Bibbia. Si tratta di una delle Chiese originate dai Cristiani di San Tommaso, che fanno risalire le proprie origini alla attività missionaria di Tommaso Apostolo, vissuto nel I secolo.
La Chiesa Mar Thoma si definisce "Apostolica in origine, cattolica in natura, Biblica nella fede, Evangelica nei principi, Ecumenica nella prospettiva, orientale nel culto, democratica nella funzione, Episcopale nel carattere" ed è una Chiesa riformata.
Al momento della fondazione della loro chiesa nel 1889, i fedeli "marthomiti" erano concentrati in alcuni distretti del Travancore centrale e del Kunnamkulam in Kerala. Da allora si è diffusa la diaspora indiana verso il Nord America, l'Europa, il Medio Oriente, la Malesia, Singapore, il Sud Africa, l'Australia e la Nuova Zelanda, e secondo le informazioni da essa fornita al Consiglio Mondiale delle Chiese conta attualmente circa un milione di fedeli in tutto il mondo. Il censimento del 2011 indicò che nel Kerala i loro 405.089 fedeli erano l'1,2% della popolazione totale, il 6,6% dei cristiani. La loro lingua madre è il Malayalam, la lingua del Kerala.

## Storia

Relazione dei gruppi Nazareni.

I cristiani di san Tommaso fanno risalire le loro origini a Tommaso Apostolo che, secondo la tradizione, fece molti proseliti in India nel I secolo. Nel VII secolo erano parte della Chiesa d'Oriente, con centro in Persia L'intera comunità dei cristiani di san Tommaso è rimasta unita fino al XVII secolo, quando le controversie concernenti il padroado portoghese in India hanno portato al Giuramento della Croce pendente del 1653 e alla divisione dei cristiani di san Tommaso in cattolici e una chiesa indipendente, conosciuta come Chiesa Malankarese, che ha accettato la teologia miafisita della Chiesa siro-ortodossa e ne ha adottato il rito siriaco occidentale (o rito di Antiochia).

## Definizioni
Malankara è l'antico nome del Kerala che deriva da 'Maliankara', l'isola di Maliankara a sud-ovest della penisola indiana. Era tra Gokarnam e Kanyakumari alla punta meridionale dell'India. Il Kerala, l'attuale stato sud occidentale dell'India è solo una parte del Malankara. Si è anche pensato essere affine al nome Maliankara, un luogo vicino a Muziris, dove Tommaso Apostolo approdò la prima volta in Kerala.
Mar Thoma o Marthoma è Aramaico, significa San Tommaso. I membri di questa chiesa sono spesso indicati come "Marthomiti".
Chiesa Siriaca.
La lingua originale liturgica utilizzata nella Chiesa malankarese era l'aramaico e l'ebraico. Più tardi questi sono stati sostituiti dal Siriaco. Nel 1898 la chiesa ha deciso di mantenere il suo vecchio nome Chiesa Malankarese Marthoma con l'aggiunta di Siriaco.

## Amministrazione
La Chiesa siro-malankarese Mar Thoma ha una costituzione ben definita e ha un modello democratico di amministrazione. C'è un 'Sinodo dei vescovi', una Grande Assemblea nota come 'Marthoma Suryani Sabha Prathinidhi Mandalam' (Camera dei Deputati), un consiglio per aiutare il Metropolita in materia amministrativa e di un comitato di selezione Vaideeka, la selezione dei candidati per il ministero della Chiesa.
Ogni diocesi ha il proprio consiglio e un'assemblea. I membri dell'assemblea sono eletti dalle singole parrocchie, e i membri del Consiglio dall'Assemblea.
Tutti i membri di una parrocchia sono membri di Edavaka sangham (Corpo Generale) e hanno anche il diritto di eleggere i loro rappresentanti all'Assemblea diocesana e al Prathinidhi Mandalam, (Parlamento della Chiesa).
Il titolo del capo della Chiesa è "Marthoma" e viene indicato come "Metropolita Marthoma". È nominato tra i vescovi, debitamente consacrati (episcopi) della Chiesa; la scelta normalmente è quella del più anziano tra di loro. L'attuale "Metropolita Marthoma" è il molto reverendo Dr. Joseph Mar Thoma che risiede a Poolatheen presso la sede della Chiesa a Thiruvalla, Kerala.

### In Inglese
1. Constitution of Mar Thoma Syrian Church. (2008)
2. Juhanon Marthoma Metropolitan, The Most Rev. Dr. (1952). ‘'Christianity in India and a Brief History of the Marthoma Syrian Church'’. Pub: K.M. Cherian.
3. K. V. Mathew (1985) The Faith and Practice of The Mar Thoma Church.
4. George Menachery (1973) The St. Thomas Christian Encyclopaedia of India Vol. II.
5. Mathew N.M. (2003). ‘'St. Thomas Christians of Malabar Through Ages'’, C.S.S. Tiruvalla. ISBN 81-7821-008-8 Template:Please check ISBN and CN 80303
6. Pothen, S.G. (1963). ‘'The Syrian Christians of Kerala’'. Asia Publishing House, London.
7. Zac Varghese Dr. & Mathew A. Kallumpram. (2003). ‘'Glimpses of Mar Thoma Church History'’. London, England. ISBN 81-900854-4-1
8. Koshy Mathew Karinjapally.(2005). Roots and Wings Bangalore, India. ISBN 81-85447-21-7
9. Cheriyan, Dr. C.V. ‘'Orthodox Christianity in India'’ Kottayam2003.

### In Malayalam
1. Chacko, T.C. (1936) Malankara Marthoma Sabha Charithra Samgraham. (Concise History of Marthoma Church), Pub: E.J. Institute, Kompady, Tiruvalla.
2. Daniel, K.N. (1924) Malankara Sabha Charitravum Upadesangalum, (History and Doctrines of Malankara Church). M.C.Chacko, R.V.Press, Tiruvalla.
3. Daniel, K.N. (1952). Udayamperoor Sunnahadosinte Canonukal. (Canons of Synod of Diamper) Pub: C.S.S., Tiruvalla.
4. Eapen, Prof. Dr. K.V. (2001). Malankara Marthoma Suryani Sabha Charitram. (History of Malankara Marthoma Syrian Church). Pub: Kallettu, Muttambalam, Kottayam.
5. George Alexander, Rev.(Ed). “Maramon Convention Sathapdhi Valum-'95.”
6. George Kassessa, Rev. M.C. (1919). Palakunnathu Abraham Malpan. (Biography in Malaylam), CLS, Tiruvalla.
7. Mathews Mar Athanasius Metropolitan. (1857). Mar Thoma Sleehayude Idavakayakunna Malankara Suryani Sabhaudai Canon. (Canon of the Malankara Syrian Church of Saint Thomas). Printed at Kottayam Syrian Seminary.
8. Mathew, N.M. (2007). Malankara Marthoma Sabha Charitram, (History of the Marthoma Church), Volume 1.(2006), Volume II (2007). Volume III (2008) Pub. E.J.Institute, Thiruvalla
9. Varughese, Rev. K.C., (1972). Malabar Swathantra Suryani Sabhyude Charitram (History of the Malankar Independednt Suryani Church)
10. Mar Thoma Sabha Directory. (1999) Pub. The Publication Board of The Mar Thoma church, Tiruvalla, Kerala, India.
11. P. V. Mathew. ‘'Nazrani Christians of Kerala'’ (Malayalam) Vol.2 Kochi, 1993.
12. Joseph Cheeran, Rev. Dr. Adv. P.C. Mathew (Pulikottil) and K.V. Mammen (Kottackal). ‘'Indian Orthodox Church History and Culture'’. (Malayalam) Kottackal Publishers, Kottayam. 2002.